# マッカサン駅
マッカサン駅（マッカサンえき、タイ語:สถานีรถไฟมักกะสัน）は、タイ王国の首都バンコク都ラーチャテーウィー区にある、タイ国有鉄道東本線及びエアポート・レール・リンクの駅である。

## タイ国有鉄道東本線

### 概要
1910年に、当駅から分岐してバンコク港（メーナーム駅）へ向かう貨物線が、1936年には当駅と北本線チットラッダー王室駅との間を短絡する貨物線がそれぞれ開通し、以来分岐点として機能している。
また、1910年には、当駅に隣接してタイ国鉄所属車両の検査・重整備等を行うマッカサン鉄道工場が設置されており、入出場車両も発着する。
これらの分岐線への着発線や、工場への入出場車両の操車のための側線等が設けられており、広い構内を有する。この鉄道用地の一部はエアポート・レール・リンクの建設に転用されている。
旅客扱施設は、片面ホーム・島式ホーム各1面を有する地平駅の構造であるが、本線部分は1面1線のみの使用となっている。2階建ての駅舎があり、1日あたり上下各10-12本前後の旅客列車が発着する。
本線の旅客扱施設は1線のみであるが、旅客扱施設の東方に交換設備が設けられており、本線列車同士の離合はここで行われる。
また、エアポート・リンクの開業に合わせて、東本線は当駅以東、フアマーク駅までが複線から単線に換えられたが、この区間はもともと信号が自動化されていなかったため、現在当駅とフアマーク駅の間は通票閉塞方式による単線非自動閉塞区間となっている。

### 歴史
1908年1月24日、当駅付近を含むタイ国鉄東本線第1期区間バンコク（クルンテープ駅） - チャチューンサオ間が開通。
- 1908年1月24日 【開業】クルンテープ駅 - チャチューンサオ駅 (60.99km)

### マッカサン鉄道工場
1897年のタイ国鉄最初の路線（バンコク - アユタヤ間）開通に伴い、フワランポーン駅構内に鉄道工場が開設され、操業を開始した。その後、フワランポーン駅構内改良に伴い、1910年に工場が当駅へ移転。1927年には、南本線（それまで他のタイ国鉄幹線と接続していなかった）と北本線との連絡線開通に伴い、各線区の車両整備を担当することとなり、以来マッカサン鉄道工場はタイ国鉄の中央工場としての位置付けとなっている。
第二次世界大戦中、マッカサン鉄道工場は連合国軍による主要爆撃目標の一つとなり、1944年と1945年に相次いで爆撃を受け、壊滅的な被害を受けた。戦後は世界銀行からの借款により復旧工事が行われて機能を回復し、各種鉄道車両の検査・重整備の他、一部の客車・貨車の新製も行っている。
1990年代後期以降、日本から余剰となったキハ58系気動車や14系客車、24系客車等の鉄道車両がタイ国鉄へ譲渡されるようになり、これらの譲受車両の改造工事も実施している。
なお、当鉄道工場内においては写真撮影が禁止されている。

## エアポート・レール・リンク

### 概要
2006年9月28日に開港したスワンナプーム国際空港（新バンコク国際空港 New Bangkok International Airport, NBIA とも呼ばれている。）の旅客輸送を主目的として、2010年8月23日に正式開業。2面4線の高架駅。東線アソーク駅及びバンコク・メトロのペッチャブリー駅に近い。東本線のマッカサン駅からは鉄道工場を挟んで東方に離れた場所に設置されている。
バンコク・メトロのペッチャブリー駅までは徒歩5分ほどであるが、パヤータイ駅のような連絡通路は整備されていなかった。そのため案内板に沿って路上を歩いて移動するか、本数の少ない無料送迎カートを利用する必要があった。2013年8月、高架歩道が完成し、MRT ペッチャブリー駅への徒歩移動が便利になった。
当駅からタクシーでスクムウィット通り方面に向かう場合は、一方通行のため大回りが必要であり、交通渋滞や信号待ちの影響を受けやすい。
パヤータイ駅から当駅を経由し、スワンナプーム駅まで各駅停車の SA City Line が運行される。
かつては当駅からスワンナプーム駅まで、ノンストップの SA Express が運行されていた。SA Express と SA City Line は全く別の運賃体系となっていたことから、誤乗を避けるため当駅のホームには仕切りが設けられ、両者の乗降位置が完全に分離されていた。中間改札も設けられていないことから、SA Express と SA City Line を乗り継ぐには、一旦改札を出て新たに切符を買い直した上で再入場する必要があった。

### シティ・エア・ターミナル
スワンナプーム国際空港のチェックインができる施設が併設されている。2011年1月4日からタイ国際航空及びバンコク・エアウェイズの便についてチェックインサービスの提供が開始された。2014年9月、SA Expressの運行休止により、チェックイン施設の運用も停止している。
- シティ・エア・ターミナル
- シティ・エア・ターミナル
- プラットホーム

## 駅周辺の施設等

### タイ国鉄東線側
- 鉄道病院
- バンコクパレスホテル
- ラマダデーマ・バンコクホテル

### エアポート・レール・リンク側
- タイ国政府観光庁本庁